# Deiphobe incisa
Deiphobe incisa är en bönsyrseart som beskrevs av Boris Petrovich Uvarov 1933. Deiphobe incisa ingår i släktet Deiphobe och familjen Mantidae. Inga underarter finns listade i Catalogue of Life.